# Jan Chrościejewski
Jan Hieronim Chrościejewski (ur. ok. 1555, zm. między 18 grudnia 1627 a 14 września 1628 w Poznaniu) – doktor filozofii i medycyny, burmistrz poznański.
Jan Hieronim Chrościejewski urodził się ok. 1555 w Poznaniu i był synem słynnego renesansowego lekarza i poety Stanisława Chrościejewskiego oraz Ewy z Lutosławskich. W 1575 ukończył Kolegium Lubrańskiego i rozpoczął studia w Krakowie, gdzie w 1576 został bakałarzem sztuk wyzwolonych. Pisywał w młodości łacińskie wiersze, a w dziele ojca: „Libellus de humoribus” (Kraków 1570) umieszczone są dwa z nich. Rada miejska w Poznaniu w uznaniu zasług ojca w marcu 1582 wyasygnowała 28 zł polskich na jego studia. Wyjechał do Padwy, gdzie został uczniem Girolamo Mercuriali, profesora uniwersytetów w Padwie, Bolonii i Pizie, lekarza książąt i dożów weneckich i gdzie zdobył w lipcu 1582 stopień dra filozofii i medycyny. To pod jego wpływem napisał pracę o chorobach dzieci wydaną w Wenecji w 1583 roku. Praca ta uznawana jest za pierwszy podręcznik polskiej pediatrii: De morbis puerorum tractatus locupletissimi, varia_q; doctrina referti non sol_um medicis, verumetiam philosophis magnopere utiles; ; ex ore ... Hieronymi Mercurialis ... diligenter excepti, atque in libros tres digesti: opera Iohannis Chrosczieyoioskii. 
Chrościejewski osiadł po studiach w Poznaniu i zajął się praktyką lekarską, gdzie zdobył sławę zdolnego medyka. Wyrazem szacunku i zaufania dla niego były powierzane mu urzędy: rajcy w latach 1587/88 i 1588/89, a burmistrza w latach 1589/90, 1590/91 oraz 1611/12. Wraz z J. Borkiem wydał w 1612, pierwszy w dziejach poznańskiej medycyny statut o bezpłatnym leczeniu ubogich chorych. Jako człowiek majętnym posiadał m.in. 3 kamienice przy ul. Żydowskiej i 1 na Rynku w Poznaniu. Zmarł w Poznaniu między 18 grudnia 1627 a 14 września 1628.
W 1591 występuje jako jego żona Apolonia, córka lekarza poznańskiego Stefana Mikana. Powtórnie ożenił się z Anną, córką burmistrza poznańskiego Aleksandra Ungera. Z pierwszego małżeństwa miał syna Stefana, jezuitę, z drugiego córki: Annę i Elżbietę oraz syna Jana Wojciecha, swego spadkobiercę. W 1965, w stulecie Wydziału Lekarskiego Poznańskiego Towarzystwa Przyjaciół Nauk, upamiętniono jego zasługi przez wmurowanie pamiątkowej tablicy w ścianę domu nr 71 przy Starym Rynku w Poznaniu.

## Literatura dodatkowa
- Kazimierz Kaczmarczyk: Chrościejewski (Chroszcieyowski, Chrosczieiewski, Chroscieyski, Chroscieski, Chrosciewski) Jan. W: Polski Słownik Biograficzny. T. 3: Brożek Jan – Chwalczewski Franciszek. Kraków: Polska Akademia Umiejętności – Skład Główny w Księgarniach Gebethnera i Wolffa, 1937, s. 450–451. Reprint: Zakład Narodowy im. Ossolińskich, Kraków 1989, ISBN 83-04-03291-0